# Грубер, Лев Лазаревич
Лев Лазаревич Грубер (азерб. Lev Lazareviç Qruber, 24 августа 1923, город Барнаул — 1 мая 1994, Израиль) — советский театральный деятель, актёр. Народный артист Азербайджанской ССР (1987).

## Биография
Родился Лев Грубер 24 августа 1923 года в городе Барнауле. В юношестве активный участник авиационного клуба. Участник Великой Отечественной войны — лётчик. Во время боевого вылета был сбит силами противника, оказался в плену. Бежал, перейдя линию фронта был схвачен сотрудниками СМЕРШ. Арестован 25 мая 1942 года, за отсутствие состава преступления дело было прекращено. Вернулся в действующие войска Красной Армии. Демобилизовавшись, переехал на постоянное место жительство в Баку.
В 1949 году Лев Грубер получил диплом с отличием Театрального института имени М. А. Алиева. Поступил на службу в Азербайджанский театр юного зрителя имени М. Горького. С 1950 года служил актёром Азербайджанского государственного русского драматического театра им. Самеда Вургуна.
В 1987 году Груберу было присвоено почётное звание Народный артист Азербайджанской ССР.
Проживал в Баку. В 1990 году вынужден был уехать в Израиль. Умер в Израиле 1 мая 1994 году.

## Награды и премии
- Народный артист Азербайджанской ССР — (20.03.1987),
- Заслуженный артист Азербайджанской ССР — (24.03.1961),
- Орден Отечественной войны I степени — (06.04.1985),
- Медаль «За боевые заслуги» — (06.11.1943).

## Роли
В театре:
- Геннадий («В поисках радости»),
- Чудаков («Баня»),
- Звездич («Маскарад»),
- Отец («Щедрый вечер»),
- Альберто («Человек и джентльмен»),
- Старший лейтенант Тимофеев («Соловьиная ночь»),
- Чичерин («Шестое июля»),
- Леонтьев («Остановиться, оглянуться»),
- Устрялов («Шаги Командора»).

### Роли в кино
- 1957 — «Под знойным небом» — озвучивание, Эльдар, роль Афрасияба Мамедова;
- 1958 — «На дальних берегах» — двойник Мехти;
- 1961 — «Наша улица» — Лэм;